# Трапчинка
Трапчѝнката е малка естествена вдлъбнатина в част от човешкото тяло, най-вече на бузата или на брадичката.

## Характеристика
Трапчинките на бузите, когато присъстват, се появяват, когато човек прави мимики, като се усмихва, докато трапчинката на брадичката е малка гънка, която е видима, без да са нужни конкретни изражения на лицето. Трапчинките може да се появяват и изчезват в течение на дълъг период от време. Бебе, родено с трапчинки на бузите си, може да ги загуби, тъй като намаляват мазнините му докато расте.
20% от хората по света имат трапчинки.
От медицинска гледна точка трапчинките по бузите се считат за генетичен дефект, но не са класифицирани като болест или атавизъм.

## Изкуствени трапчинки
Популярно в Англия и други страни е изкуственото създаване на трапчинки по бузите чрез хирургическа интервенция, известна като „Dimple-ectomy“.

## Символика
Трапчинките често се асоциират с младостта и красотата. Например, китайската култура вярва, че трапчинките на бузите са на добър късмет и се възприемат като привлекателно качество в лицето на човек, акцентиращо усмивката.
Азиатски и индо-етнически подгрупи считат трапчинката за „целувката на ангел“ – символ на особена привлекателност и искреност.

## Анатомия

### Трапчинки на бузите
Трапчинките обикновено са разположени на подвижна тъкан и са вероятно причинени от промени в структурата на zygomaticus major – мускул на изражението на лицето. Когато двойният или двуразделен zygomaticus major мускул не е достатъчно дълъг, при свиването си в усмивка, стягането на кожата образува вдлъбнатини, което обяснява формирането на трапчинките на бузите.

### Трапчинка на брадичката
Трапчинка на брадичката представлява наличие на вдлъбнатина на брадичката, която може да бъде кръгла или под формата на цепка. Следствие е на непълното сливане на лявата и дясна половина на костта, резултат от ембрионалното развитие, наследствена предразположеност, симптом на синдрома Фрийман-Шелдън и/или др.

### Трапчинки на Венера
Под „трапчинки на Венера“ (кръстени в чест на римската богиня на красотата) са известни вдлъбнатини, получени от сакроилиачните стави, чието латинско наименование е Fossae lumbales laterales („странични лумбални вдлъбнатини“). Също са следствие на късо сухожилие. Трапчинките на таза са били особено популярни сред художниците по времето на Ренесанса.

### Назална трапчинка
Назалната трапчинка представлява кожна ямка в областта на носа.

### Трапчинка на меката част на ухото
Трапчинка на меката част на ухото представлява наличието на малка вдлъбнатина на меката част на ухото.

### Други трапчинки
Естествени образувания, под формата на трапчинки, в човешкото тяло може да се наблюдават и на челото, на хълбока, на бедрото в областта на лопатъчната кост, и др.

## Трапчинки и родителство
Трапчинките, въпреки че не представляват напълно надеждно доказателство, могат да са показатели за роднинство, тъй като са наследени чрез автозомно-доминантни гени. Така, по лесно наблюдаеми критерии, може ориентировъчно да се определи дали едни хора могат, или не могат да бъдат родители на други.

## Известни цитати
- „Много мъже, се влюбват в трапчинката на бузата, а погрешка се женят за цялото момиче.“ – Стивън Ликок
- „Трапчинките и извивките ѝ бяха тъй прелестни, че повече не можеше да се желае.“ – Реймънд Чандлър

## Галерия
- Различни форми на трапчинка на бузата
- Миранда Кер
- Трапчинки на Венера в картина на Гюстав Курбе
- „Трапчинки на Венера“ върху статуя на Афродита
- Високо разположени трапчинки на бузите
- Трапчинка на брадичката на Джон Траволта